# Giessenlanden
Giessenlanden (dân số: 14.359 năm 2004) là một đô thị ở phía tây Hà Lan, tỉnh Zuid-Holland. Đô thị này có diện tích 65,12 km² (25,14 mile²) trong đó có 1,55 km² (0,60 mile²) là diện tích mặt nước.
Các trung tâm dân cư: Arkel, Giessen-Oudekerk, Giessenburg, Hoogblokland, Hoornaar, Noordeloos, and Schelluinen.